# Toivakka
Toivakka este o comună din Finlanda.